# 米蘭駅
米蘭駅（ミーランえき、中国語: 米兰站）は中国新疆ウイグル自治区の東南部、チャルクリク県（若羌県）にある鉄道駅である。ミーラン遺跡（米蘭遺跡）近くにあるのでこう呼ばれていて、格庫線（青海省ゴルムド市から新疆ウイグル自治区コルラ市まで）のチャルクリク駅のすぐ東（ゴルムド市方面）にある。
米蘭駅は、2020年12月に格庫線の全通と共に正式に使用が始まった。さらに2023年からは、米蘭駅から干上がったロプ・ノールを経て、新疆ウイグル自治区東部のハミ駅（哈密站）に至る全支線の建設も３年後完成の目標で始まっている。

## 参照項目
- G315国道